# 伊豆箱根バス小田原営業所
伊豆箱根バス小田原営業所（いずはこねバスおだわらえいぎょうしょ）は、神奈川県小田原市にある伊豆箱根バスの営業所。

## 概要
小田原駅から箱根方面への観光路線と、小田原市・足柄下郡湯河原町・真鶴町内の地域路線を担当している。
箱根方面の路線については、かつては箱根山戦争と呼ばれたように小田急グループの箱根登山鉄道バスと多くの区間で競合しており、同じ場所でありながらバス停留所名称が異なることもあった。しかし、2003年12月に西武グループと小田急グループが箱根地区において業務提携することが発表されて以降は、両グループが協調して様々な施策に取り組んでいる。まず、バス停留所名称が箱根登山バスとの間で統一された。そして、2010年6月15日より小田急グループ各社（箱根登山バス・小田急箱根高速バス（当時）・沼津登山東海バス（当時））や箱根町と連携して系統記号を導入するとともに、共通の様式で路線図を作成してバス停留所での掲出を開始した。2019年4月1日には小田急グループ各社と共同でバス停留所のナンバリング（停留所番号の導入）を実施した。ただし、両グループが発売するフリー乗車券の統合は見送られており、2020年6月現在も小田急電鉄などが発売する「箱根フリーパス」は使用できない。
小田原市内路線については業務提携以前からエリアの棲み分けが行なわれており、小田原駅近辺を除いて重複している区間はほとんどない。また、湯河原駅 − 奥湯河原間の路線では共同運行が行われている。

## 沿革
- 1931年（昭和6年）6月10日 - 久野小酒部乗合自動車が小田原駅 - 久野間（現・兎河原循環線）でバスの運行を始める。
- 1940年（昭和15年） - 久野小酒部乗合自動車が大雄山鉄道に事業譲渡。
- 1941年（昭和16年）
  - 8月23日 - 大雄山鉄道が駿豆鉄道と合併[7]。小田原駅 - 久野間の乗合自動車も駿豆鉄道に引き継がれ、現在につながる伊豆箱根鉄道の営業所として発足。
  - 9月18日 - 大雄山鉄道の子会社だった大雄山自動車が駿豆鉄道に事業を譲渡[7]。大雄山駅 - 道了尊線を取得。
- 1947年（昭和22年）9月 - 駿豆鉄道が小田原駅 - 小涌谷間のバス事業免許を申請[8]。
- 1950年（昭和25年）
  - 3月20日 - 駿豆鉄道バス、小田原駅への乗り入れを果たす[9]。
  - 4月26日 - 小田原駅 - 箱根 - 湯河原駅線の運行を開始[10]。
  - 7月1日 - 早雲山線自動車道に箱根登山鉄道バスの乗り入れが開始[11]。
- 1952年（昭和27年）6月 - 小田原駅 - 小涌谷間の運行に対して課せられていた制限が撤廃され[12]、停車地の制限がなくなる[13]。
- 1965年（昭和40年）9月1日 - 現営業所完成。
- 1970年（昭和45年）10月16日 - 道了尊線でワンマンバスの運行を開始。
- 2006年（平成18年）10月1日 - 伊豆箱根鉄道がバス事業を伊豆箱根自動車に全面譲渡し、伊豆箱根自動車が伊豆箱根バスに社名変更[14]。
- 2007年（平成19年）7月1日 - 管内全路線で交通系ICカード「PASMO」を導入[15]。
- 2010年（平成22年）6月15日 - 箱根登山バス、小田急箱根高速バス、沼津登山東海バス（当時）とともに箱根地区の路線に系統記号を導入[3]。
- 2018年（平成30年）4月1日 - 熱海営業所より一部を除く湯河原町・真鶴町発着の路線が移管[16]。
- 2019年（平成31年）4月1日 - 箱根登山バス、小田急箱根高速バス、東海バスオレンジシャトル（当時）とともに箱根地区のバス停留所にナンバリングを実施[4]。

## 現行路線

### 高速路線
苗場ホワイトスノーシャトル
- 小田原駅西口 - YCAT（横浜駅） - 品川プリンスホテル - （池袋駅東口） - 猿ヶ京温泉 - 苗場プリンスホテル・苗場スキー場日帰りスキーセンター
冬期のみ運行の路線で、西武観光バスと共同運行。
2020年度運行分より新型コロナウイルス感染症の影響で伊豆箱根便が休止され、西武観光バスの単独運行となる[17][18][19]。

### 一般路線
【】内は2010年6月15日から箱根地区の路線バスに導入された系統記号。『』内はその他の路線に導入されている系統番号。
小田原駅で特記がないものは小田原駅東口を指す。小田原駅西口行きの方向幕のローマ字表記は「ODAWARA WEST Stn.」となっている。
すべての一般路線でPASMOが使用できる。また、下記のうち箱根地区発着路線と湯河原駅・真鶴駅発着路線では伊豆箱根バスが発売する箱根旅助けと箱根バスフリーが使用できるが、前述の通り小田急電鉄などが発売する箱根フリーパスは使用できない。

#### 箱根地区発着路線
【J】湖尻・箱根園線
- 【J01】小田原駅 - 箱根湯本駅 - 宮ノ下 - 小涌園 - 早雲山駅入口 - 大涌谷 - 姥子 - 湖尻 - ザ・プリンス箱根芦ノ湖 - 箱根園
- 【J02】小田原駅 - 箱根湯本駅 - 宮ノ下 - 小涌園 - 早雲山駅入口 - 姥子 - 湖尻 - ザ・プリンス箱根芦ノ湖 - 箱根園
- 【J03】小田原駅 - 箱根湯本駅 - 宮ノ下 - 小涌園 - 早雲山駅入口 - 大涌谷 - 姥子 - 湖尻 - 箱根園
- 【J04】小田原駅 - 箱根湯本駅 - 宮ノ下 - 小涌園 - 早雲山駅入口 - 姥子 - 湖尻 - 箱根園
- 【J05】小田原駅 - 箱根湯本駅 - 宮ノ下 - 小涌園 - 早雲山駅入口 - 姥子 - 湖尻
  - 土休日の日中の湖尻方面のみ小田原箱根道路を通行するため、入生田 → 東三枚橋間を通過する[23]。

【P】バイパス線
- 【P01】箱根園 → ザ・プリンス箱根芦ノ湖 → 元箱根 → 箱根関所跡 → 箱根町 → （箱根新道） → 箱根湯本駅 → 小田原駅
- 【P02】箱根園 → ザ・プリンス箱根芦ノ湖 → 元箱根 → 箱根関所跡 → 箱根町 → （箱根新道） → 小田原駅
- 【P03】小田原駅 → （箱根新道） → 箱根町 → 箱根関所跡 → 元箱根 → 箱根園

【U】国道・箱根園線
- 【U01】小田原駅 - 箱根湯本駅 - 宮ノ下 - 小涌園 - 芦の湯 - 元箱根 - ザ・プリンス箱根芦ノ湖 - 箱根園

【Z】箱根・関所線
- 【Z01】小田原駅 - 箱根湯本駅 - 宮ノ下 - 小涌園 - 芦の湯 - 元箱根 - 箱根関所跡 - 箱根町
- 【Z02】小田原駅 - 箱根湯本駅 - 宮ノ下 - 小涌園 - 箱根湯の花プリンスホテル - 芦の湯 - 元箱根 - 箱根関所跡
- 【Z03】小田原駅 - 箱根湯本駅 - 宮ノ下 - 小涌園 - 芦の湯 - 元箱根 - 箱根関所跡

#### 小田原駅発着路線
小田原駅東口 − 北舟・船原・県立諏訪の原公園線
- 『小51』小田原駅 - 広小路 - 市役所前 - 市立病院前 - ミクニ前 - 船原 - 和留沢入口 - 船原日向 - 北舟 - 諏訪原 - 小田原フラワーガーデン - 県立諏訪の原公園
- 『小52』小田原駅 - 広小路 - 市役所前 - 市立病院前 - JA久野支店前 - 柿木田 - ミクニ前 - 船原 - 和留沢入口 - 船原日向 - 北舟 - 諏訪原 - 小田原フラワーガーデン - 県立諏訪の原公園
- 『小53』県立諏訪の原公園 → 小田原フラワーガーデン → 諏訪原 → 北舟 → 船原日向 → 和留沢入口 → 船原 → ミクニ前 → 井細田駅前 → 広小路 → 小田原駅
- 『小55』小田原駅 - 広小路 - 市役所前 - 市立病院前 - ミクニ前 - 北舟 - 船原日向 - 船原
- 『小56』小田原駅 - 広小路 - 市役所前 - 市立病院前 - ミクニ前 - 北舟
- 『小57』ミクニ前 → 井細田駅 → 広小路 → 小田原駅
- 『小58』小田原駅 - 広小路 - 市役所前 - 市立病院前 - 久野車庫前 - 兎河原公園前 - ミクニ前 - 船原 - 和留沢入口 - 船原日向 - 北舟 - 諏訪原 - 小田原フラワーガーデン - 県立諏訪の原公園
- 『小59』小田原駅 - 広小路 - 市役所前 - 市立病院前 - 久野車庫前 - 兎河原公園前 - ミクニ前 - 北舟 - 船原日向 - 船原

県立諏訪の原公園 − 小田原駅西口線
- 『小54』小田原駅西口 - 市役所前 - 市立病院前 - ミクニ前 - 船原 - 和留沢入口 - 船原日向 - 北舟 - 諏訪原 - 小田原フラワーガーデン - 県立諏訪の原公園

小田原駅東口 − 久野車庫線
- 『小61』小田原駅 - 広小路 - 市役所前 - 市立病院前 - 久野車庫前
- 『小62』久野車庫前 → 市立病院前 → 市役所前 → （けやき通り） → 広小路 → 小田原駅
- 『小63』小田原駅 → 小田原駅西口 → 市役所前 → 市立病院前 → 久野車庫前

小田原駅西口 − 兎河原循環線
- 『小71』小田原駅西口 → 市役所前 → 市立病院前 → 久野車庫前 → 兎河原公園前 → 柿木田 → 久野車庫前 → 市立病院前 → 市役所前 → 小田原駅西口

小田原駅西口 - 久野車庫線
- 『小72』小田原駅西口 - 市役所前 - 市立病院前 - 久野車庫前

小田原駅西口 − 関学・佐伯眼科線
- 『小81』小田原駅西口 - 荻窪上 - 関東学院大学 - 佐伯眼科
- 『小82』小田原駅西口 - 荻窪上 - 関東学院大学
- 『小83』小田原駅西口 - 荻窪上 - 関東学院大学 - 佐伯眼科 - いこいの森
- 『小84』小田原駅西口 - 荻窪上 - 関東学院大学 - いこいの森
- 『小92』小田原駅西口 - 荻窪上 - いこいの森

小田原駅西口 − 旭丘高校第2校地
- 『小91』小田原駅西口 - 荻窪上 - いこいの森 - 旭丘高校第2校地

フラワーガーデン − 白山中学校線
- 『学03』小田原フラワーガーデン → 諏訪原 → 北舟 → 船原日向 → 和留沢入口 → 船原 → ミクニ前 → 日本たばこ正門前 → 白山中学校前

#### 大雄山駅発着路線
大雄山駅 − 道了尊線
- 『道01』 大雄山駅 - 足柄ふれあいの村 - 道了尊
- 『道02』 大雄山駅 - 道了尊
  - 大雄山線に接続するバスで、通常は日中のみの運行。『道01』のみ足柄ふれあいの村を経由する。

#### 大磯駅発着路線
大磯駅 - （直行） - 大磯ロングビーチ・大磯プリンスホテル臨時バス
- 大磯駅 - （直行） - 大磯ロングビーチ - 大磯プリンスホテル
  - 夏季のみ運行の季節路線で、神奈中と共同運行[24]。なお、当路線の運行期間外は神奈川中央交通西が単独で大磯駅から中丸を経由して大磯プリンスホテルまでを結ぶ磯07系統を運行している[25]。

#### 湯河原駅・真鶴駅発着路線
湯河原駅 − 不動滝・奥湯河原線
- 『湯03』湯河原駅 - 不動滝 - 奥湯河原
- 『湯05』湯河原駅 - 不動滝
  - 三島営業所との共管路線[16]。箱根登山バスと共同運行しており、月ごとに担当便を入れ替えている[6]。

湯河原駅 − 真鶴駅線
- 『湯06』湯河原駅 - 吉浜 - 真鶴駅

真鶴駅 − ケープ真鶴線
- 『真13』真鶴駅 - 山下浜 - 中川一政美術館 - ケープ真鶴
- 『真14』真鶴駅 - 山下浜 - 中川一政美術館
- 『真15』真鶴駅 - 山下浜
  - 箱根登山バスと共同運行していたが、2018年5月1日に同社が撤退したため現在は単独で運行している[26]。共同運行時は月ごとに担当便を入れ替えていた[27]。

## 廃止・移管路線
- 小田原駅 - 箱根湯本駅 - 宮ノ下 - 小涌園 - 駒ヶ岳 - 元箱根 - 箱根園
- 小田原駅 - 広小路 - 荻窪上
- 小田原駅 - 広小路 - 市役所前 - 市立病院 - 車庫前 - 兎河原循環
- 小田原駅 - 広小路 - 市役所前 - 市立病院 - 日本たばこ前 - 坊所
- 小田原駅西口 - 市役所前 - 市立病院 - 日本たばこ前 - 坊所

【E】元箱根・箱根園線
- 元箱根 - 箱根園

## 車両
西武グループのバス事業者の例に漏れず、UDトラックス（旧:日産ディーゼル）車がほとんどであったが、1980年代までは日野・三菱車も導入されていた。2005年以降は再び日野車やいすゞ車も導入されている。市内路線向けには中型車、観光路線向けには大型車が主であったが、近年では中型車の導入が目立つ。小田原市役所・小田原市立病院を経由するバス路線は当営業所の担当路線のみのため、近年はノンステップバスの導入を進めている。
新車で導入した車両の中には、定期観光バスとの兼用としてハイデッカー車が導入されたことがあるが、運用上は大型車の運用という以外にはあまり考慮されず、市内路線にばかり運用されることもあった。この他、西武バスからの譲受車も一時期は多く見られた。また、一時期は市内路線用の車両も導入されたが、運用上の制約から早い時期に売却されている。

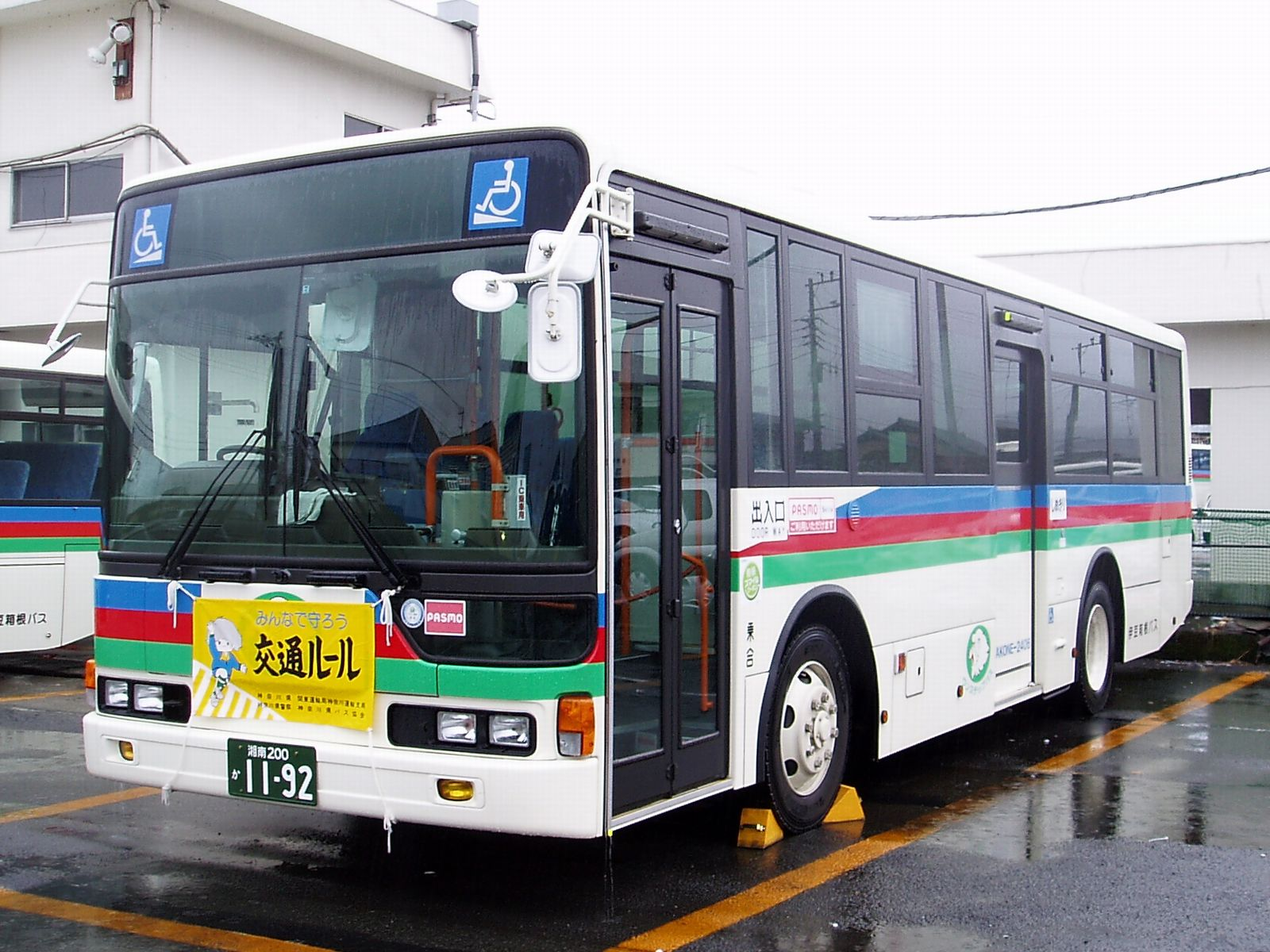
大型ワンステップバス 2406
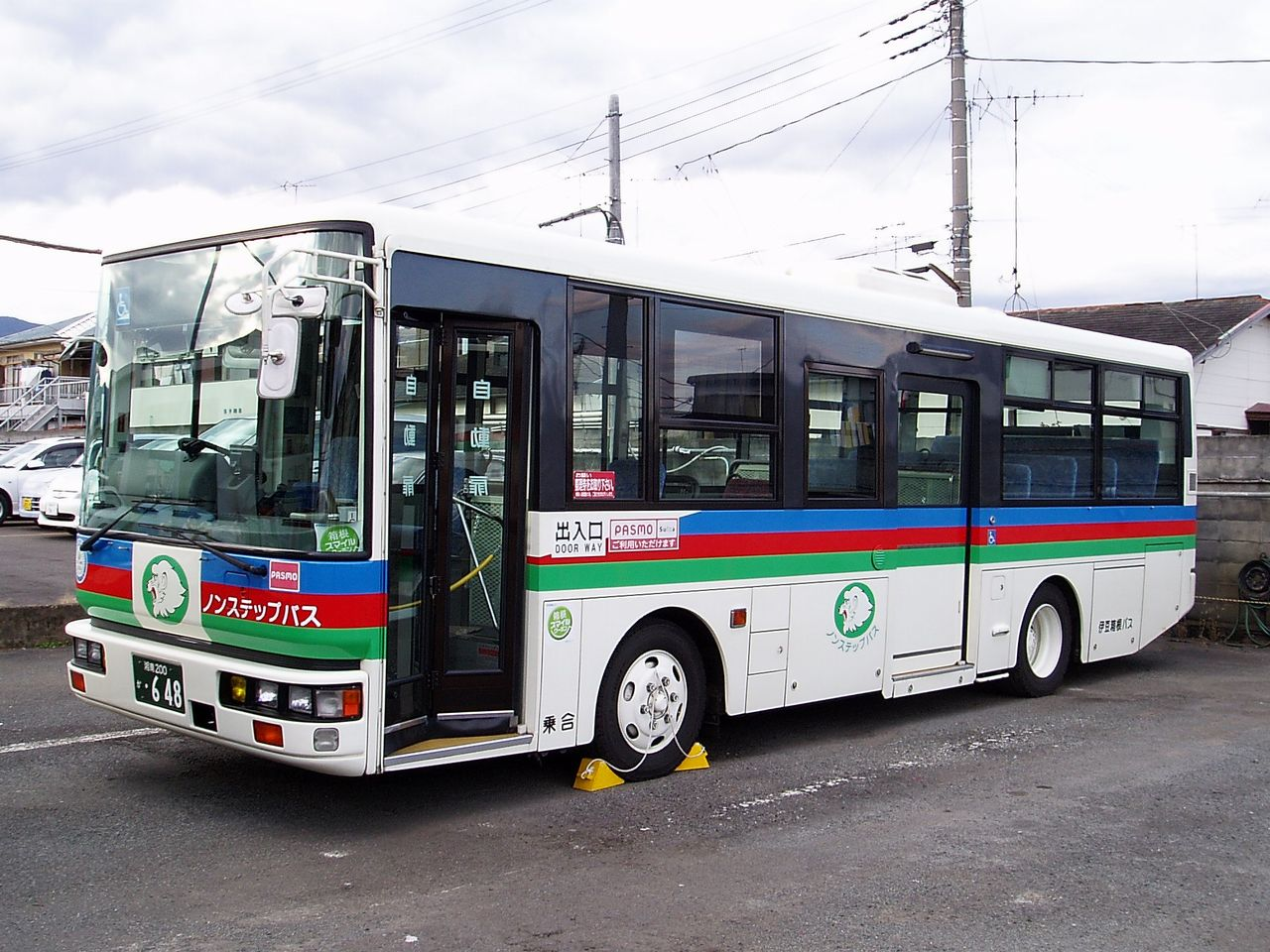
中型ノンステップバス 2741
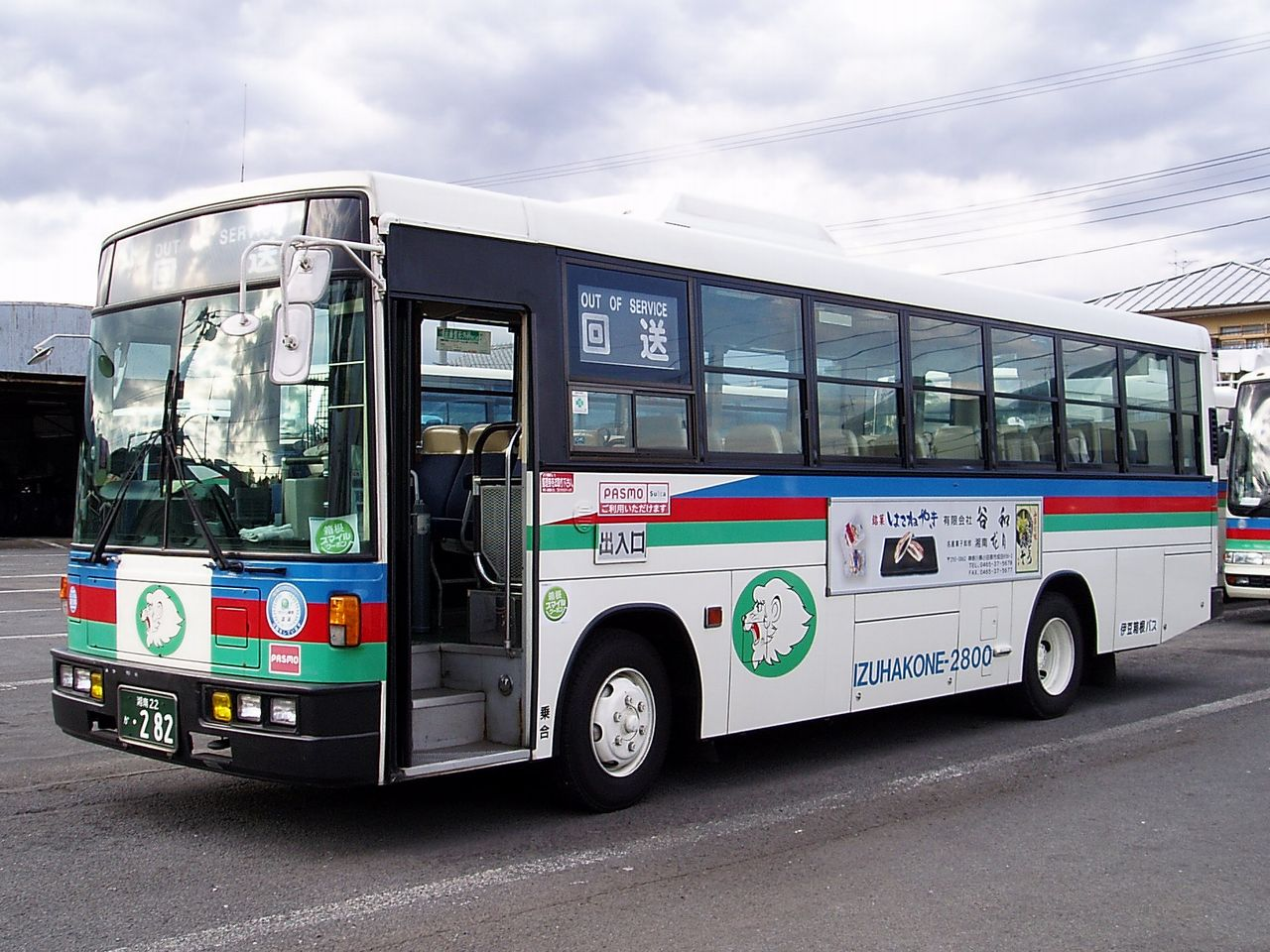
中型ツーステップバス 2800
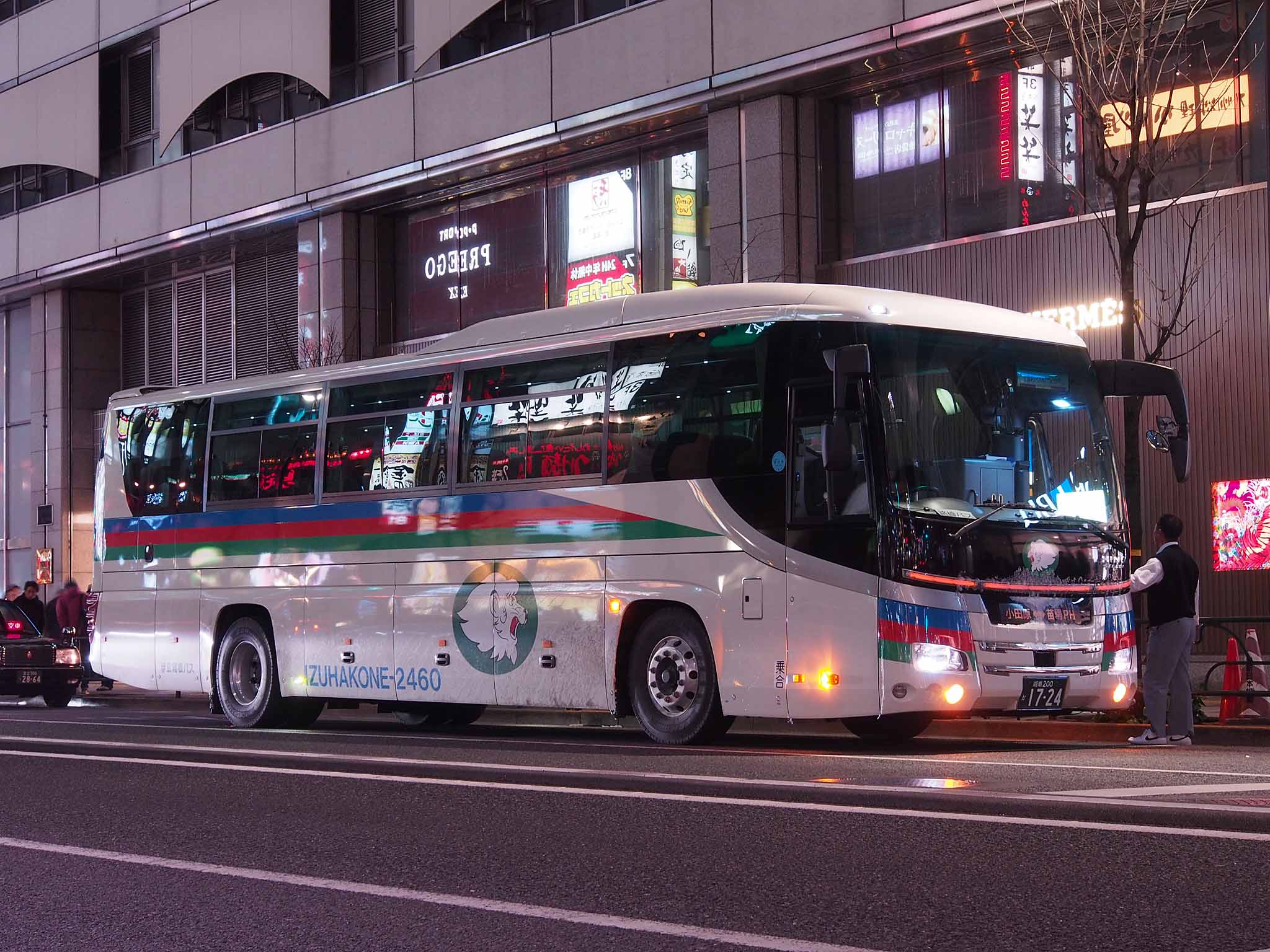
大型観光バス 2460
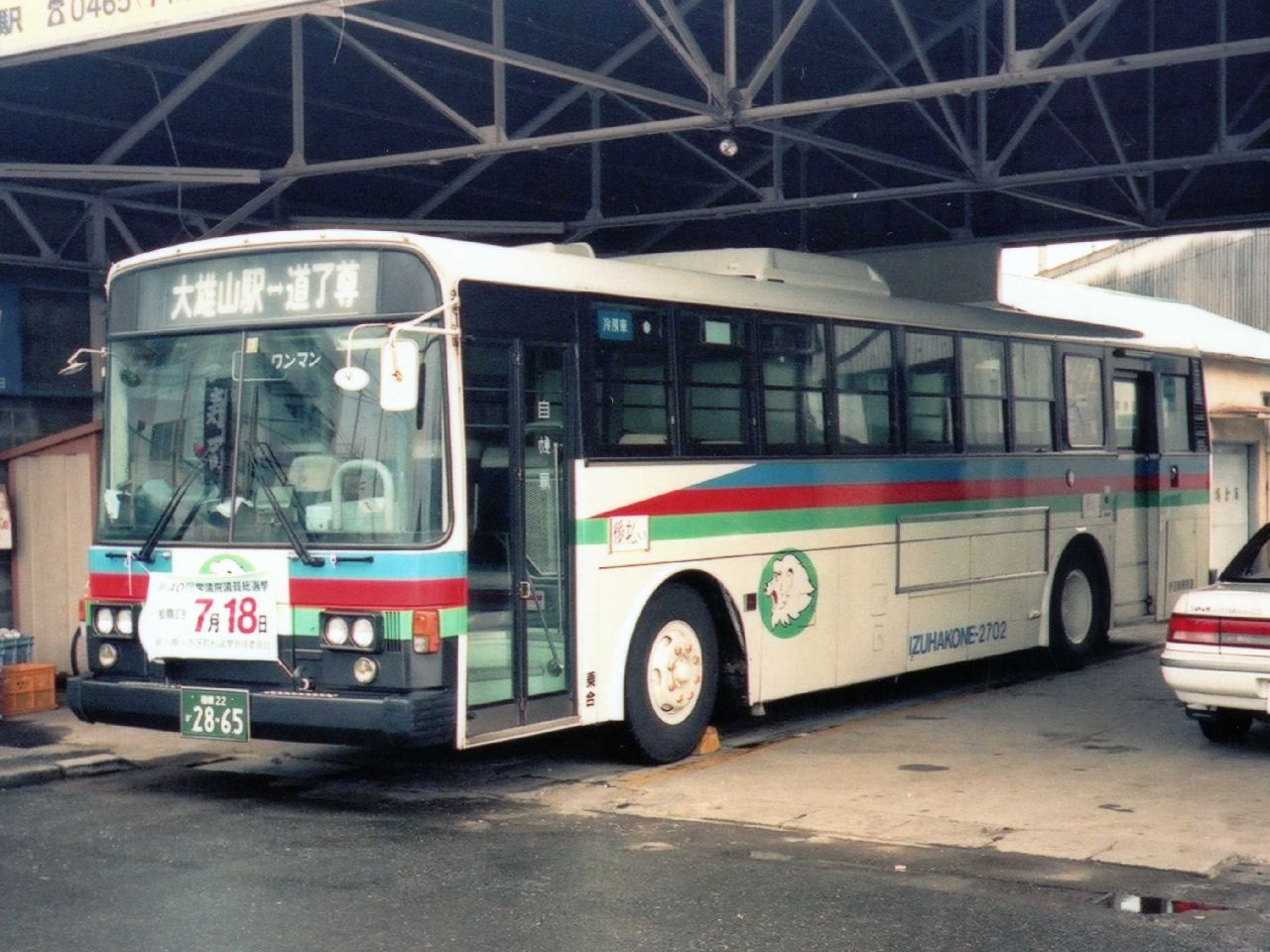
過去の車両:市内路線用大型車 2702